# Кубок Болгарії з футболу 1977—1978
Кубок Болгарії з футболу 1977—1978 — 38-й розіграш кубкового футбольного турніру в Болгарії. Титул вперше здобув Марек (Станке Димитров).

## 1/32 фіналу
| Команда 1                           | Рахунок | Команда 2                        |
| ----------------------------------- | ------- | -------------------------------- |
| 10 грудня 1977                      |         |                                  |
| Родопа (Смолян)                     | 1:0     | Спартак (Койнаре)                |
| Енергія (Тирговиште)                | 1:2     | Чорноморець (Бургас)             |
| Енергетик (Гилибово)                | 0:4     | Тракія (Пловдив)                 |
| Локомотив (Горішня Оряховиця)       | 1:0     | Вихрен (Санданський)             |
| Балкан (Ботевград)                  | 0:3     | ЦСКА Септемврійско знаме (Софія) |
| Дунав (Русе)                        | 13:0    | Ботев (Криводол)                 |
| Ботев (Враца)                       | 6:0     | Бенковські (Пазарджик)           |
| Черноморец (Балчик)                 | 1:0 дч  | Добруджа (Толбухін)              |
| Чепінец (Велинград)                 | 4:2     | Ботев (Іхтиман)                  |
| Пирин (Благоєвград)                 | 1:3     | Етир (Велико-Тирново)            |
| Арда (Кирджалі)                     | 1:4     | Сливен                           |
| Мариця (Пловдив)                    | 4:1     | ЖСК-Металург (Мездра)            |
| Мариця-Ізток (Раднево)              | 2:1     | Беласиця (Петрич)                |
| Левські-Спартак (Софія)             | 6:1     | Балканські міньор (Твирдиця)     |
| Ватев (Белослав)                    | 1:0     | Чавдар (Троян)                   |
| Асеновец (Асеновград)               | 0:1     | Черно море (Варна)               |
| Панайот Волов (Шумен)               | 2:1     | Червено знаме (Павликени)        |
| Локомотив (Пловдив)                 | 4:2     | Крпачев (Ловеч)                  |
| Локомотив (Софія)                   | 4:0     | Тракія (Стамболійський)          |
| Міньор (Перник)                     | 3:2     | Яворов (Чирпан)                  |
| Марек (Станке Димитров)             | 4:1     | Спартак (Плевен)                 |
| Септемврійська слава (Михайловград) | 3:1     | Розова долина (Казанлик)         |
| Раковскі (Севлієво)                 | 4:0     | Міньор (Маджарово)               |
| Бдин (Видин)                        | 3:4 дч  | Академік (Софія)                 |
| Димитровград                        | 5:1     | Асен Балканські (Белоградчик)    |
| Академік (Свиштов)                  | 4:0     | Янтра (Габрово)                  |
| Бенковські (Ісперих)                | 8:2     | Струмска слава (Радомир)         |
| Хасково                             | 1:0     | Берое (Стара Загора)             |
| Сливнишки Герой (Сливниця)          | 2:0     | Николай Лисков (Ямбол)           |
| Доростол (Сілістра)                 | 1:3     | ЖСК-Спартак (Варна)              |
| Светкавиця (Тирговиште)             | 2:1     | Локомотив (Русе)                 |
| Славія (Софія)                      | 1:0     | Велбажд (Кюстендил)              |

## 1/16 фіналу
| Команда 1                        | Рахунок      | Команда 2                           |
| -------------------------------- | ------------ | ----------------------------------- |
| 17 грудня 1977                   |              |                                     |
| Родопа (Смолян)                  | 3:1          | Чорноморець (Бургас)                |
| Тракія (Пловдив)                 | 2:0          | Локомотив (Горішня Оряховиця)       |
| ЦСКА Септемврійско знаме (Софія) | 2:1          | Дунав (Русе)                        |
| Ботев (Враца)                    | 4:0          | Черноморец (Балчик)                 |
| Чепінец (Велинград)              | 4:3          | Етир (Велико-Тирново)               |
| Сливен                           | 3:3 пен. 8:7 | Мариця (Пловдив)                    |
| Мариця-Ізток (Раднево)           | 0:1          | Левські-Спартак (Софія)             |
| Ватев (Белослав)                 | 2:0          | Черно море (Варна)                  |
| Панайот Волов (Шумен)            | 4:1          | Локомотив (Пловдив)                 |
| Локомотив (Софія)                | 2:0          | Міньор (Перник)                     |
| Марек (Станке Димитров)          | 3:0          | Септемврійська слава (Михайловград) |
| Раковскі (Севлієво)              | 3:2          | Академік (Софія)                    |
| Димитровград                     | 1:4          | Академік (Свиштов)                  |
| Бенковські (Ісперих)             | 3:0          | Хасково                             |
| Сливнишки Герой (Сливниця)       | 2:0          | ЖСК-Спартак (Варна)                 |
| Светкавиця (Тирговиште)          | 0:3          | Славія (Софія)                      |

## 1/8 фіналу
| Команда 1                        | Рахунок | Команда 2            |
| -------------------------------- | ------- | -------------------- |
| 11 лютого 1978                   |         |                      |
| Родопа (Смолян)                  | 0:2     | Тракія (Пловдив)     |
| ЦСКА Септемврійско знаме (Софія) | 1:0     | Ботев (Враца)        |
| Чепінец (Велинград)              | +:-     | Сливен               |
| Левські-Спартак (Софія)          | 3:0     | Ватев (Белослав)     |
| Панайот Волов (Шумен)            | 1:3     | Локомотив (Софія)    |
| Марек (Станке Димитров)          | 1:0     | Раковскі (Севлієво)  |
| Академік (Свиштов)               | 4:1     | Бенковські (Ісперих) |
| Сливнишки Герой (Сливниця)       | 0:1     | Славія (Софія)       |

## 1/4 фіналу
| Команда 1           | Рахунок      | Команда 2                        |
| ------------------- | ------------ | -------------------------------- |
| 18 лютого 1978      |              |                                  |
| Тракія (Пловдив)    | 0:1          | ЦСКА Септемврійско знаме (Софія) |
| Чепінец (Велинград) | 1:1 пен. 4:2 | Левські-Спартак (Софія)          |
| Локомотив (Софія)   | 1:2          | Марек (Станке Димитров)          |
| Академік (Свиштов)  | 3:1 дч       | Славія (Софія)                   |

## 1/2 фіналу
| Команда 1                        | Рахунок      | Команда 2           |
| -------------------------------- | ------------ | ------------------- |
| 10 травня 1978                   |              |                     |
| ЦСКА Септемврійско знаме (Софія) | 1:1 пен. 4:3 | Чепінец (Велинград) |
| Марек (Станке Димитров)          | 2:0          | Академік (Свиштов)  |

## Фінал
| 24 травня 1978 |

| Марек (Станке Димитров) | 1:0      | ЦСКА Септемврійско знаме (Софія) |
| ----------------------- | -------- | -------------------------------- |
| Севдин 30'              | Протокол |                                  |

| «Васил Левський», Софія Глядачів: 40 000 Арбітр: Вячеслав Ліпатов |